# تيد دريك
إدوارد جوزيف تيد دريك (بالإنجليزية: Ted Drake) هو لاعب كرة قدم إنجليزي، بدأ اللعب في نادي ساوثهامبتون ثم اشتهر بعد اللعب في نادي آرسنال في الثلاثينيات حيث حقق معه بطولتي دوري وبطولة كأس الاتحاد الإنجليزي. وبالإضافة إلى مشواره كلاعب فقد كان مديرًا أيضًا لفريق هيندون ثم لنادي تشيلسي، كما لعب رياضة الكريكيت مع نادي هامسفير.

## روابط خارجية
- تيد دريك على موقع قاعدة بيانات كرة القدم.إي يو (الإنجليزية)
- تيد دريك على موقع ناشيونال فوتبول تيمز (الإنجليزية)
- تيد دريك على موقع Soccerbase.com (مدرب) (الإنجليزية)